# Александър Попов (политик)
Вижте пояснителната страница за други личности с името Александър Попов.
Александър Димитров Попов е български политик от БКП.

## Биография
Роден е на 13 август 1922 г. в град Пловдив. От 1938 г. е член на РМС, а през 1941 г. и на БКП. Завършва инженерство. По време на Втората световна война е осъден на смърт, но впоследствие присъдата му е намалена на 15 години затвор. Между 1944 и 1961 г. заема редица висши постове в ръководствата на РМС и БКП като секретар на ГК на БКП в Пловдив (1959) и първи секретар на БКП в Перник. Бил е директор на Тракторния завод в Карлово и заместник-председател на Държавния комитет за наука и технически прогрес. Народен представител в III и VI НС. От 1961 до 1970 г. е началник на отдел към ЦК на БКП и заместник-министър на снабдяването и държавните ресурси. В периода 1970 – 1974 г. е председател на Комитета по качество, стандартизация и метрология.